# Zakon sudnyj ljudem
Zakon sudnyj ljudem – pochodzący z drugiej połowy IX wieku najstarszy starosłowiański zbiór praw, będący częściowym tłumaczeniem i przeróbką bizantyjskiej Eklogi cesarza Leona III z 726 roku. Tekst zachował się w trzech redakcjach: krótkiej, długiej oraz mieszanej, z których najstarszą jest krótka. 
Znane dzisiaj teksty Zakonu w redakcji krótkiej zachowały się w średniowiecznych rękopisach ruskich, włączone do ksiąg kormczych oraz zwodu prawnego Merilo prawiednoje. Zawierają one głównie przepisy kościelne. Redakcja długa powstała w pierwszej połowie XIV wieku i stanowi rewizję redakcji krótkiej, uzupełnionej o dodatkowe przepisy. Będąca kompilacją obydwu redakcja mieszana znana jest z jednego tylko rękopisu z 1402 roku.
Znajomość tekstu Zakonu dotarła na Ruś przed XIII wiekiem, oryginalne miejsce jego powstania jest natomiast przedmiotem debaty wśród uczonych. Wskazuje się często na Bułgarię, chociaż cechy językowe i widoczne odnośniki do prawa karolińskiego mogą świadczyć raczej za panońskim lub wielkomorawskim pochodzeniem zabytku.